# Piotr Ostrowski (dziennikarz)
Piotr Jakub Ostrowski (ur. 6 sierpnia 1964 w Słupsku) – polski dziennikarz radiowy i telewizyjny, prezes zarządu i redaktor naczelny Polskiego Radia Koszalin w latach 2010-2023, w latach 2009–2010 dyrektor TVP3 Gdańsk.

## Życiorys
Uczęszczał do Liceum Ojców Pijarów w Krakowie, maturę zdał w I LO w Słupsku. Od 1986 studiował politologię w Poznaniu, następnie wyemigrował do Niemiec, gdzie w latach 1988–1990 studiował język niemiecki w Kolleg Otto Benecke Stiftung w Bonn. W latach 1990–1995, dzięki stypendium rządu Niemiec, studiował zarządzanie (Betriebswirtschaftslehre) na Wydziale Ekonomicznym Uniwersytetu w Siegen. Dyplom uzyskał w Wyższej Szkole Zarządzania w Słupsku na kierunku Zarządzanie i Marketing (specjalność Bankowość i Ubezpieczenia). Następnie jako drugi fakultet ukończył na Pomorskiej Akademii Pedagogicznej w Słupsku (obecnie Uniwersytet Pomorski) Wydział Matematyczno-Przyrodniczy uzyskując tytuł Magistra Geografii. Ukończył studia podyplomowe w Szkole Głównej Gospodarstwa Wiejskiego w Warszawie na Wydziale Rolnictwa i Ekologii. Był doktorantem na Wydziale Geografii i Studiów Regionalnych Uniwersytetu Warszawskiego oraz na  Wydziale Zarządzania i Komunikacji Społecznej Uniwersytetu Jagiellońskiego w Krakowie. Pracował jako wykładowca dziennikarstwa w Instytucie Neofilologii i Komunikacji Społecznej Politechniki Koszalińskiej. 
Laureat ogólnopolskiej olimpiady dziennikarskiej Indeks za Debiut (1986). Dziennikarz Głosu Pomorza, Gryfa i Zbliżeń.

### Praca zawodowa
Od początku 1996 zatrudniony w TVP jako: reporter, wydawca, kierownik redakcji TVP, m.in. w Szczecinie, Koszalinie, Słupsku i Gdańsku. Autor reportaży telewizyjnych dla TVP Polonia i TVP 3, autor cyklicznych audycji, korespondent redakcji informacyjnych TVP. Od 2006 kierownik Panoramy Gdańskiej, a następnie w latach 2009–2010 dyrektor Oddziału TVP w Gdańsku. Od 2010 (czwarta kadencja) prezes zarządu i redaktor naczelny Polskiego Radia Koszalin.
Autor i współautor ponad 30 przewodników Wydawnictwa Pascal, dla którego odbył m.in. kilkumiesięczną podróż po Skandynawii. Za przewodnik po Bornholmie otrzymał nagrodę Duńskiej Izby Turystyki (2001). Ma też na swym koncie autorskie przewodniki, m.in. Południowa Skandynawia, czy Pojezierze Kaszubskie.
Współautor scenariusza serialu TVP Ratownicy (Serial obyczajowy, 13 odc., Polska 2010 Reż.: Marcin Wrona Scen.: Wojciech Saramonowicz, Hanna Węsierska, Marcin Pieszczyk, Piotr Ostrowski)

### Praca społeczna
Od 25 lat członek Zrzeszenia Kaszubsko-Pomorskiego. Współautor takich projektów promocyjnych jak: „Księstwo Łeba” czy „Letnia stolica Polski”. Założyciel i były wiceprezes Stowarzyszenia Użyteczności Publicznej Aktywne Pomorze, które promuje produkty regionalne, działa na rzecz ekologii i ratuje zabytki, m.in. stare tramwaje, młyny wiatrowe, architekturę szachulcową. W latach 90. przygotował dwie znaczące wystawy fotograficzne pt. „Miasto bez Serca”, które zainicjowały rewitalizację starówek pomorskich miast zburzonych w czasie wojny. Autor projektu zmiany nazw ulic: dzięki niemu powstała m.in. w Słupsku ul. Tramwajowa (uchwałą RM z 2003). Fundator (wraz z innymi osobami) Fundacji Instytut Baltikum, która jest m.in. wydawcą Gazety Kaszubskiej.